# Chthonerpeton onorei
Espèce
Statut de conservation UICN

 DD  : Données insuffisantes
Chthonerpeton onorei est une espèce de gymnophiones de la famille des Typhlonectidae.

## Répartition
Cette espèce est endémique la province de Napo en Équateur. Elle se rencontre vers 1 500 m d'altitude  à El Reventador sur le versant amazonien de la cordillère des Andes.

## Étymologie
Cette espèce est nommée en l'honneur de Giovanni Onore.

## Publication originale
- Nussbaum, 1986 : Chthonerpeton onorei, a new caecilian (Amphibia: Gymnophiona: Typhlonectidae) from Ecuador. Revue Suisse de Zoologie, vol. 93, no 4, p. 911-918 (texte intégral).